# 北华航天工业学院
北华航天工业学院（原华北航天工业学院）座落于中华人民共和国河北省廊坊市，是一所面向全中国招生的河北省重点本科学校。其先后隶属第八机械工业总局、航天工业部、航空航天部、航天工业总公司。1999年4月，学校划归河北省。2004年7月，经教育部批准，升为普通本科学校，并更名为北华航天工业学院。